# Aghakhan Salmanli
Aghakhan Salmanli  (en azéri : Ağaxan Əli oğlu Salmanlı; né le 29 octobre 1941 dans le district d’Ordjenikidze de Bakou (act. Surakhani) et mort le 29 février 2020 à Bakou) est un acteur de théâtre et de cinéma azerbaïdjanais  Artiste du peuple de l'Azerbaïdjan (2005), lauréat du prix "Dervish d’or". 

## Biographie
Aghakhan Salmanli termine l’école secondaire en 1959. Il reçoit sa première formation artistique dans le cercle théâtral de la jeunesse ouvrière de Surakhani, puis il suit les cours de Rza Tahmasib à la faculté de théâtre et de cinéma de l'Institut du théâtre (1960-1964). 

## Carrière
Il commence sa carrière professionnelle sur scène au  Théâtre des jeunes spectateurs avec le rôle de Djafar Djabbarli basé sur Bahar oghlu (Fils du printemps) de Seyfaddin Daghli. Il apparaît dans plusieurs séries du film satirique Mozalan. Artiste émérite (1978), Artiste du peuple (2005). Il  reçoit le Prix présidentiel le 9 mai 2012, le 30 avril 2014 et le 6 mai 2015. Le 10 mars 2016, il reçoit la médaille Artiste de l'Union des figures de théâtre d'Azerbaïdjan. Le 6 mai 2016, il  reçoit une bourse personnelle du président de la République d'Azerbaïdjan.